# Jaye Crockett
Jeffrey Crockett, detto Jaye (Watertown, 16 ottobre 1991), è un cestista statunitense.

## Carriera
Dopo quattro stagioni alla Texas Tech University, ha disputato il primo campionato da professionista in Italia con il Derthona in Serie A2 Silver. Si è poi trasferito ai Shinshu Brave Warriors in Bj league, la massima lega giapponese, per tornare in Europa successivamente al Basket Massagno nella massima lega svizzera.
Nel 2016 firma con la formazione Pallacanestro Forlì 2.015 giocando metà stagione per poi trasferirsi alla Pallacanestro Trapani, sempre in Serie A2.
Il 16 agosto 2017 si trasferisce in Danimarca, firmando per i campioni in carica dei Bakken Bears. Dopo aver vinto il titolo con la squadra danese, il 26 maggio 2018 viene tesserato dal Le Portel.

## Palmarès
- Campionato danese: 1

Bakken Bears: 2017-2018